# Roope Ahonen
Roope Aleksi Ahonen (Salo, 12 giugno 1990) è un cestista finlandese.

## Palmarès
- Copa Princesa de Asturias: 1

Breogán: 2021